# Аллен, Лесли (солдат)
Ле́сли Чарльз А́ллен (англ. Leslie Charles Allen), по другим данным Ле́сли Кла́ренс А́ллен (англ. Leslie Clarence Allen), широко известен под прозвищем «Бык» Аллен (англ. Bull Allen; 9 ноября 1916 — 11 мая 1982) — капрал австралийской армии. 30 июля 1943 года в битве у горы Тамбу вынес из-под вражеского огня 12 (по другим данным — 18) раненых американских солдат, за что был награждён Серебряной звездой.

## Ранние годы жизни
Лесли Аллен родился в Восточном Балларате, штат Виктория (с 1921 года — часть города Балларат), в семье рабочего Кларенса Уолтера Аллена и его супруги Руби Этель Аллен, урождённой Робертсон. Был вторым ребёнком в семье, имел старшую сестру. Воспитывался в приюте для сирот: в раннем детстве Лесли и его сестру забрали туда из семьи, где отец часто избивал их. Уже с 12 лет самостоятельно зарабатывал себе на жизнь, чаще всего работая сельскохозяйственным рабочим.

## Военная карьера
9 апреля 1940 года Аллен вступил во Вторые австралийские имперские силы — добровольческое формирование, созданное после вступления Австралии во Вторую мировую войну и предназначенное, в первую очередь, для боевых действий за рубежом , где стал носильщиком 2/5-го батальона. На службе Лесли получил прозвище «Бык» — за большую физическую силу, а также за агрессивную манеру игры в австралийский футбол.
В сентябре 1940 года 2/5-й батальон отправился в Северную Африку. В начале 1941 года «Бык», в составе своего батальона, принял участие в кампании в Ливийской пустыне, однако уже в апреле его комиссовали с диагнозом «тревожный невроз» . В июле 1941 года Аллен вернулся в строй и принял участие в Сирийско-ливанской кампании. Впервые отличился в бою под Халде, где всю ночь с 10 на 11 июля ухаживал за ранеными сослуживцами, а на следующее утро прошёл пешком 10 километров для того, чтобы раздобыть транспорт для перевозки раненых.
После Сирии 2/5-й батальон был переведён на Цейлон, в августе 1942 года вернулся в Австралию и, наконец, в октябре 1942 года был направлен в Папуа. Там Аллен заболел малярией, оправившись от неё только к февралю 1943 года. 7 и 8 февраля 1943 года в бою под Кристал-Крик он вывел раненых сослуживцев из-под огня противника, за что уже после войны был награждён Воинской медалью. В апреле 1943 года Аллену было присвоено временное, а в августе — и постоянное звание капрала.
30 июля 1943 года в битве у горы Тамбу Аллен совершил свой главный подвиг — вынес из-под вражеского огня как минимум двенадцать, а по словам его детей — восемнадцать раненых американских солдат. «Бык» выносил раненых на себе по одному, снова и снова возвращаясь за ними на передовую и многократно подвергая свою жизнь опасности, пока, наконец, не рухнул от истощения. По словам историка Дэвида Крейнджа, сослуживцы Аллена даже делали ставки на то, вернётся ли он живым из очередной вылазки. Снимок австралийского фотографа Гордона Шорта, на котором «Бык» несёт на себе раненого американца, прославил солдата, сделав его национальным героем в Австралии и США. За храбрость, проявленную при спасении людей Лесли Аллен был награждён Серебряной звездой — одной из наивысших американских наград, которую может получить иностранец. Он получал множество писем с благодарностями от американцев: одним из его корреспондентов стала первая леди США Элеонора Рузвельт, переписку с которой он продолжил и впоследствии. «Быку» даже поступали предложения сниматься в голливудских фильмах, но он их отклонил.
В сентябре 1943 года Аллен вернулся в Австралию. В бою он никогда не проявлял страха, однако в мирных условиях у него начало быстро развиваться посттравматическое стрессовое расстройство. В феврале 1944 года «Бык» в приступе гнева ударил офицера, после чего был понижен в должности. 10 сентября 1944 года его окончательно признали негодным к службе по состоянию здоровья.

## Послевоенная биография
После увольнения из армии Аллен по-прежнему страдал от ПТСР, из-за которого даже на шесть месяцев потерял способность разговаривать. Вернувшись в родной Балларат, он поселился у своего дяди и прошёл курс реабилитации, вернувший ему дар речи. 23 апреля 1949 года «Бык» женился на Джин Элизабет Флойд, бывшей армейской медсестре. Элеонора Рузвельт направила ему поздравление со свадьбой. Впоследствии в семье «Быка» и его жены родилось четверо детей — три сына, в том числе Лесли-младший, (Лес) и дочь, которую отец назвал Элеонорой, в честь американской первой леди. Чтобы содержать семью, Лесли работал сразу на двух работах — рабочим и медбратом в Балларатском базовом госпитале. Затем он нашёл работу на холме Соверен-Хилл в пригороде Балларата, где находится музей под открытым небом, воссоздающий быт первых поселенцев города, золотоискателей. В музее он показывал приезжим туристам работу дробилки с конной тягой, с помощью которой золотоискатели добывали золото. В свободное от работы время занимался своей фермой, где разводил свиней и лошадей. Ежегодно ездил в соседний Мельбурн на День АНЗАК, участвовал в ветеранских мероприятиях. О своём подвиге, по словам Леса Аллена, «Бык» рассказывать не любил.
В последние годы жизни Лесли Аллен страдал от диабета. Он скончался 11 мая 1982 года в Соверен-Хилл от инфаркта миокарда. После смерти был кремирован.
В 2013 году появилось предложение посмертно наградить Лесли Аллена высшей военной наградой Содружества наций — Крестом Виктории. По состоянию на 2020 год это предложение ещё не реализовано.

## Отражение в культуре
- В честь Лесли Аллена была названа столовая на военной базе Пакапуньял[англ.]. Это единственный в Содружестве наций случай, когда какой-либо объект на военной базе получил имя в честь солдата, не награждённого Крестом Виктории.
- Песня группы Sabaton «The Ballad of Bull» с вышедшего в 2014 году альбома «Heroes» посвящена Лесли Аллену.